# Fernando Suárez de Tangil y Angulo
Fernando Suárez de Tangil y Angulo (Madrid, 3 d'agost de 1886 - 6 de setembre de 1964), comte consort de Vallellano, pel seu matrimoni amb María de la Concepción Guzmán y O'Farrill, comtessa de Vallellano, fou un polític espanyol. També va ser II Marquès de Covarrubias de Leyva, títol que va ser rehabilitat al seu favor per Alfons XIII en 1922, atorgant-li la Grandesa d'Espanya.

## Biografia
Va entrar en política després de l'assassinat d'Eduardo Dato e Iradier, de la mà del maurismo. En 1920 va ser elegit diputat per Madrid. Durant la dictadura de Primo de Rivera va ser designat alcalde de Madrid, càrrec que va ocupar entre el 13 de setembre de 1924 i l'11 d'abril de 1927. Durant la dictadura va mostrar el seu suport a la figura del rei Alfons XIII, de qui era amic personal. Va encapçalar la candidatura monàrquica a Madrid en les transcendentals eleccions municipals d'abril de 1931, en la qual, encara que va obtenir acta de regidor, va veure com la seva candidatura era rotundament derrotada pels republicano-socialistes. Quan es va proclamar la Segona República es va unir a Acció Nacional, partit del que es va separar en 1933 per crear, al costat d'Antonio Goicoechea Renovación Española, del que va ser vicepresident i Goicoechea en la presidència. Com a figura prominent dels alfonsins va propugnar l'entesa amb els tradicionalistes, redactant el manifest d'Alfons XIII del 23 de gener de 1932 i significant-se en l'agitació política en conjunció amb els tradicionalistes, per la qual cosa va ser empresonat tres mesos al començament de 1932.
Va resultar elegit diputat en les eleccions de 1933 i 1936 per Palència. En la legislatura 1933-1936 va ser vicepresident de les Corts i en la de 1936 va ser suplent de José Calvo Sotelo en la Comissió Permanent de les Corts. Després del seu assassinat, va ser Vallellano el portaveu dels monàrquics en la sessió de la Comissió Permanent de 15 de juliol de 1936, poc abans de l'inici de la Guerra Civil, en la qual va protestar formalment per l'assassinat de Calvo Sotelo i va anunciar la retirada del seu partit de les Corts. Va estar al corrent de la imminència de la revolta i es traslladà a Portugal. Durant la Guerra Civil, Vallellano dirigí la Creu Roja franquista, per nomenament del general Franco, ja que va ocupar fins a 1940.
Durant la dictadura franquista va ser nomenat conseller permanent d'Estat (al gener de 1945), ministre d'Obres Públiques (1951-1957) així com president del Consell d'Estat (1958). Va ser procurador en Corts des de 1949 fins a la seva mort.